# Nikołaj Konownicyn
Nikołaj Aleksiejewicz Konownicyn, ros. Николай Алексеевич Коновницын (ur. ?, zm. w 1954 r. w Peru) – rosyjski wojskowy, działacz emigracyjny, wojskowy 4 Pułku Rosyjskiego Pułku Ochronnego podczas II wojny światowej.
Pochodził z rodu książęcego. W 1916 r. ukończył Korpus Paziów. Następnie brał udział w I wojnie światowej. Służył w lejbgwardii Pułku Dragonów. W 1918 r. wstąpił do nowo formowanych wojsk Białych gen. Antona I. Denikina. Doszedł do stopnia rotmistrza. W poł. listopada 1920 r. wraz z pozostałymi wojskowymi został ewakuowany z Krymu do Gallipoli. Na emigracji zamieszkał w USA. Działał w rosyjskich organizacjach emigracyjnych. Po zajęciu Jugosławii przez wojska niemieckie w kwietniu 1941 r., przybył do Europy, a następnie wstąpił do nowo formowanego Rosyjskiego Korpusu Ochronnego. Służył w stopniu porucznika w Plutonie Konnym 3 Batalionu 4 Pułku Korpusu. 21 lutego 1945 r. podczas walk z Armią Czerwoną został ciężko ranny. Po zakończeniu wojny wyemigrował do Peru.